# راسيل بارلو
راسيل بارلو (بالإنجليزية: Russell Barlow)‏ هو لاعب كرة مضرب أسترالي، ولد في 18 ديسمبر 1962 في توومبا في أستراليا.

## وصلات خارجية
- راسيل بارلو على موقع رابطة محترفي التنس (الإنجليزية)
- راسيل بارلو على موقع الاتحاد الدولي لكرة المضرب (الإنجليزية)
- راسيل بارلو على موقع خلاصة التنس.كوم (الإنجليزية)